# Français pour débutant
 (mai 2012).
Si vous disposez d'ouvrages ou d'articles de référence ou si vous connaissez des sites web de qualité traitant du thème abordé ici, merci de compléter l'article en donnant les références utiles à sa vérifiabilité et en les liant à la section « Notes et références ».
Pour plus de détails, voir Fiche technique et Distribution.
Français pour débutant (Französisch für Anfänger) est une comédie romantique franco-allemande réalisée par Christian Ditter et sortie en 2006.
Le thème principal du film est un échange entre jeunes correspondants allemands et français. La dure compréhension entre les deux langues et la méconnaissance entre les deux cultures sont sujets à des quiproquos comiques. L'anglais s'impose fréquemment dans les dialogues entre Allemands et Français. La majeure partie du film se déroule en région Rhône-Alpes.

## Synopsis
Henrik, un jeune Allemand, déteste les cours de français de Monsieur Nouvelleville et plus généralement tout ce qui touche à la France. Mais il tombe amoureux de Valérie, une jeune fille de père allemand et de mère française qui s'investit dans l'organisation d'un échange de jeunes en France. Henrik va donc participer à contrecœur à cet échange en France juste pour lui plaire. Il réussit à convaincre son meilleur ami Johannes de l'accompagner. Leur séjour en France va être ponctué de beaucoup de rebondissements. Henrik ne parlant pas français, les seuls mots qu'il parvient à dire sont : « Bof aussi ». Les quiproquos très drôles et très réalistes sont nombreux. Côté cœur, des couples se forment mais certains ne durent pas.

## Musique du film
La musique joue un rôle important dans ce film. La chanson Aurélie du groupe allemand Wir sind Helden traite des relations amoureuses et des différences culturelles dans ce domaine entre la France et l'Allemagne.
Une autre chanson apparaît à des moments clés du film. Il s'agit de Bonsoir mes amis dont les paroles ont été écrites par l'Allemand Reinhard Mey.

## Fiche technique
Sauf indication contraire, les informations mentionnées dans cette section peuvent être confirmées par la base de données cinématographiques IMDb,  présente dans la section « Liens externes ».
- Titre allemand : Französisch für Anfänger
- Titre français : Français pour débutant
- Réalisation : Christian Ditter
- Scénario : Christian Ditter
- Photographie : Christian Rein
- Montage : Patricia Rommel
- Genre : comédie romantique
- Durée : 98 minutes
- Langues : allemand et français
- Pays :  Allemagne et  France
- Dates de sortie :
  - Allemagne : 8 juin 2006
  - Autriche : 9 juin 2006
  - Russie : 26 juillet 2007
  - France : 18 juin 2009 (Festival du film d'Agde), 14 octobre 2009
  - Italie : 1er août 2009
  - Roumanie : 14 octobre 2009

## Distribution
- François Göske : Henrik
- Paula Schramm : Valérie
- Lennard Bertzbach : Johannes
- Élodie Bollée : Charlotte
- Thaddäus Meilinger : Niklas
- Dietrich Adam : Thomas
- Charlotte Baglan : Aurélie
- Virginie Bonnier : Janine
- Andreas Borcherding : Vater Henrik
- Melina Borcherding : Fünftklässlerin
- Tom Bracquart : Sébastien
- Camille Brunet : Julie
- Isabelle Cote : Mutter Cyril
- Cyril Descours : Matthieu
- Gérard Despouy : Verkäufer
- Aurélien Devers : Jeu Fini
- Éléonore du Page : Sylvianne
- Iason Konstantinou : Beachboy 1
- Vanessa Krüger : Lena
- Matila : Jean-Luc
- Antoine Morin : Cyril
- Simon Moser : Lupo
- Anthony Ogbomo : Beachboy 2
- Thomas Pesnelle : Somelier
- Baptiste Poisson : Kleiner Bruder Cyril
- Jules Poisson : Großer Bruder Cyril
- Patrice Poisson : Vater Cyril
- Paule Poisson : Bruder Cyril
- Philip Röder : Mirko
- Tibor Schäfer : Spielberg
- Josef Schwarz : Anton
- Sabrina Stehnicke : Barbara
- Maria-Theresa Storch : Sarah
- Melanie Tendel : Julchen
- Stefanie Tendel : Jule
- Christian Tramitz : Nouvelleville
- David Weiss : McG